# إشقيلاوات
الإشقيلاوات (الاسم العلمي: Scilloideae) هي أسرة نباتية تتبع الفصيلة الهليونية من رتبة الهليونيات.

## قبائل
- الياقوتياوية

## أجناس
- الإشقيل
- العنصل
- الصاصل
- الياقوتية
- البريط